# Ukrainischer Fußballpokal 2016/17
Der Ukrainische Fußballpokal 2016/17 war die 26. Austragung des ukrainischen Pokalwettbewerbs der Männer. Pokalsieger wurde Titelverteidiger Schachtar Donezk. Das Team setzte sich im Finale am 17. Mai 2017 im Metalist-Stadion von Charkiw gegen Dynamo Kiew durch.

## Modus
Alle Begegnungen wurden in einem Spiel ausgetragen. Bei unentschiedenem Ausgang wurde zur Ermittlung des Siegers eine Verlängerung gespielt. Stand danach kein Sieger fest, folgte ein Elfmeterschießen. Die unterklassigen Teams hatten Heimrecht.
Da Schachtar Donezk bereits als Meister für die Champions League qualifiziert war, ging der Startplatz für die Europa League an den Liganächsten.

## Teilnehmende Teams
| Premjer-Liha (12) | Perscha Liha (18) | Druha Liha (13) | Amateur-Pokal (2)                        |
| --- | --- | --- | ---------------------------------------- |
| - FK Dnipro - Dynamo Kiew - Karpaty Lwiw - FK Oleksandrija - Olympik Donezk - Schachtar Donezk - FK Sirka Kropywnyzkyj - Sorja Luhansk - FK Stal Kamjanske - Tschornomorez Odessa - Wolyn Luzk - Worskla Poltawa | - Arsenal Kiew - Awanhard Kramatorsk - FSK Bukowina Czernowitz - Desna Tschernihiw - Helios Charkiw - Hirnyk-Sport Horischni Plawni - Illitschiwez Mariupol - Inhulez Petrowe - Kolos Kowaliwka - MFK Mykolajiw - Naftowyk-Ukrnafta Ochtyrka - Obolon-Browar Kiew - FK Poltawa - FK Skala Stryj - FK Sumy - FK Ternopil - FK Tscherkassy Dnipro - RFK Weres Riwne | - Arsenal-Kujiwschtschyna Bila Zerkwa - Balkany Sorja - Enerhija Nowa Kachowka - Kremin Krementschuk - Krystal Cherson - Metalurh Saporischschja - FK Mur Hornostajiwka - FK Nikopol-NPHU - Nywa Winnyzja - Podillja Chmelnyzkyj - Real-Pharma Odessa - Ruch Wynnyky - Schemtschuschyna Odessa | - Ahrobisnes TSK Romny - Hirnyk Sosniwka |

## 1. Qualifikationsrunde
Teilnehmer: 8 Drittligisten und die beiden Finalisten des Amateur-Pokals.
| Datum      |                                           | Ergebnis    |                               |
| ---------- | ----------------------------------------- | ----------- | ----------------------------- |
| 20.07.2016 | Arsenal-Kujiwschtschyna Bila Zerkwa (III) | 0kampflos 1 | Balkany Sorja (III)           |
| 20.07.2016 | Hirnyk Sosniwka (Am)                      | 0:3         | Ruch Wynnyky (III)            |
| 20.07.2016 | Nywa Winnyzja (III)                       | 3:1         | Podillja Chmelnyzkyj (III)    |
| 20.07.2016 | Ahrobisnes TSK Romny (Am)                 | 3:1         | FK Nikopol-NPHU (III)         |
| 20.07.2016 | Metalurh Saporischschja (III)             | 1:2         | Schemtschuschyna Odessa (III) |

## 2. Qualifikationsrunde
Teilnehmer: Die 5 Sieger der 1. Qualifikationsrunde, die 18 Zweitligisten und 5 weitere Drittligisten.
| Datum      |                              | Ergebnis              |                                    |
| ---------- | ---------------------------- | --------------------- | ---------------------------------- |
| 10.08.2016 | Ahrobisnes TSK Romny (Am)    | 0:2                   | Nywa Winnyzja (III)                |
| 10.08.2016 | FK Mur Hornostajiwka (III)   | 1:0                   | Awanhard Kramatorsk (II)           |
| 10.08.2016 | Enerhija Nowa Kachowka (III) | 0:2                   | Schemtschuschyna Odessa (III)      |
| 10.08.2016 | Balkany Sorja (III)          | 0:1                   | FK Tscherkassy Dnipro (II)         |
| 10.08.2016 | Krystal Cherson (III)        | 1:4                   | Naftowyk-Ukrnafta Ochtyrka (II)    |
| 10.08.2016 | Ruch Wynnyky (III)           | 2:3                   | Arsenal Kiew (II)                  |
| 10.08.2016 | Kremin Krementschuk (III)    | 1:2                   | Real-Pharma Odessa (III)           |
| 10.08.2016 | Kolos Kowaliwka (II)         | 1:2 n. V.             | RFK Weres Riwne (II)               |
| 10.08.2016 | Inhulez Petrowe (II)         | 1:1 n. V. (1:3 i. E.) | MFK Mykolajiw (II)                 |
| 10.08.2016 | FK Ternopil (II)             | 1:0                   | FK Skala Stryj (II)                |
| 10.08.2016 | FK Sumy (II)                 | 0:1 n. V.             | Illitschiwez Mariupol (II)         |
| 10.08.2016 | FK Poltawa (II)              | 1:0                   | FSK Bukowina Czernowitz (II)       |
| 10.08.2016 | Obolon-Browar Kiew (II)      | 1:0 n. V.             | Hirnyk-Sport Horischni Plawni (II) |
| 10.08.2016 | Helios Charkiw (II)          | 0:1                   | Desna Tschernihiw (II)             |

## 1. Runde
Teilnehmer: Die 14 Sieger der 2. Qualifikationsrunde, die 4 Vereine der Premjer-Liha 2015/16 (Platz sieben bis zehn), sowie die beiden Aufsteiger.
| Datum      |                                 | Ergebnis              |                           |
| ---------- | ------------------------------- | --------------------- | ------------------------- |
| 21.09.2016 | Schemtschuschyna Odessa (III)   | 0:0 n. V. (4:5 i. E.) | Karpaty Lwiw (I)          |
| 21.09.2016 | FK Poltawa (II)                 | 1:0                   | FK Sirka Kropywnyzkyj (I) |
| 21.09.2016 | FK Mur Hornostajiwka (III)      | 1:2                   | RFK Weres Riwne (II)      |
| 21.09.2016 | Nywa Winnyzja (III)             | 0:2                   | MFK Mykolajiw (II)        |
| 21.09.2016 | Desna Tschernihiw (II)          | 1:0                   | Arsenal Kiew (II)         |
| 21.09.2016 | Naftowyk-Ukrnafta Ochtyrka (II) | 2:0                   | Tschornomorez Odessa (I)  |
| 21.09.2016 | Illitschiwez Mariupol (II)      | 2:0                   | FK Ternopil (II)          |
| 21.09.2016 | FK Tscherkassy Dnipro (II)      | 1:3                   | FK Stal Kamjanske (I)     |
| 21.09.2016 | Wolyn Luzk (I)                  | 2:1                   | Olympik Donezk (I)        |
| 22.09.2016 | Real-Pharma Odessa (III)        | 0:2                   | Obolon-Browar Kiew (II)   |

## Achtelfinale
Teilnehmer: Die 10 Sieger der 1. Runde und die besten 6 Erstligisten der Saison 2015/16
| Datum      |                                 | Ergebnis              |                         |
| ---------- | ------------------------------- | --------------------- | ----------------------- |
| 26.10.2016 | FK Poltawa (II)                 | 2:1                   | Karpaty Lwiw (I)        |
| 26.10.2016 | RFK Weres Riwne (II)            | 0:1                   | Worskla Poltawa (I)     |
| 26.10.2016 | Desna Tschernihiw (II)          | 0:0 n. V. (6:7 i. E.) | FK Dnipro (II)          |
| 26.10.2016 | Illitschiwez Mariupol (II)      | 1:1 n. V. (4:2 i. E.) | FK Stal Kamjanske (I)   |
| 26.10.2016 | Naftowyk-Ukrnafta Ochtyrka (II) | 2:1                   | Wolyn Luzk (I)          |
| 26.10.2016 | MFK Mykolajiw (II)              | 0:0 n. V. (5:4 i. E.) | Obolon-Browar Kiew (II) |
| 26.10.2016 | Dynamo Kiew (I)                 | 5:2 n. V.             | Sorja Luhansk (I)       |
| 26.10.2016 | Schachtar Donezk (I)            | 2:1                   | FK Oleksandrija (I)     |

## Viertelfinale
| Datum      |                                 | Ergebnis              |                            |
| ---------- | ------------------------------- | --------------------- | -------------------------- |
| 26.11.2016 | MFK Mykolajiw (II)              | 0:0 n. V. (4:2 i. E.) | Illitschiwez Mariupol (II) |
| 30.11.2016 | FK Dnipro (I)                   | 1:0                   | Worskla Poltawa (I)        |
| 05.04.2017 | Naftowyk-Ukrnafta Ochtyrka (II) | 0:1                   | Dynamo Kiew (I)            |
| 05.04.2017 | FK Poltawa (II)                 | 0:3                   | Schachtar Donezk (I)       |

## Halbfinale
| Datum      |                      | Ergebnis |                 |
| ---------- | -------------------- | -------- | --------------- |
| 11.08.2016 | MFK Mykolajiw (II)   | 0:4      | Dynamo Kiew (I) |
| 11.08.2016 | Schachtar Donezk (I) | 1:0      | FK Dnipro (I)   |

## Finale
| Paarung          | Schachtar Donezk – Dynamo Kiew |
| Ergebnis         | 1:0 (0:0) |
| Datum            | 17. Mai 2017 |
| Stadion          | Metalist-Stadion, Charkiw |
| Zuschauer        | 25.000 |
| Schiedsrichter   | Kostjantyn Truchanow |
| Tore             | 1:0 Marlos (81.) |
| Schachtar Donezk | Andrij Pjatow – Darijo Srna , Oleksandr Kutscher, Jaroslaw Rakyzkyj, Ismaily – Taras Stepanenko, Wiktor Kowalenko (83. Maksim Malyschew), Bernard (90.+1' Oleksandr Subkow), Marlos – Taison, Facundo Ferreyra (90.+3' Iwan Ordez) Cheftrainer: Paulo Fonseca ( Portugal) |
| Dynamo Kiew      | Maksym Kowal – Aleksandar Pantić, Vitorino Antunes, Wolodymyr Schepeljew, Mykola Morosjuk – Andrij Jarmolenko , Serhij Sydortschuk (68. Serhij Rybalka), Denys Harmasch, Domagoj Vida – Artem Bjessjedin, Tamás Kádár (81. Wiktor Zyhankow) Cheftrainer: Serhij Rebrow    |
| Gelbe Karten     | Darijo Srna, Facundo Ferreyra, Andrij Pjatow – Serhij Sydortschuk, Tamás Kádár, Denys Harmasch |
| Besonderheiten   | Marlos schießt Handelfmeter gegen die Latte (8.) |